# Lela Simone
Lela Simone est une pianiste et ingénieure du son pour la Metro-Goldwyn-Mayer, responsable de la post-production sonore de Chantons sous la pluie.

## Biographie
Elle travaille à la MGM à partir des années 1930. Son travail consiste à ajuster le son des versions finales des chansons et à éviter toute irrégularité au montage, ainsi qu'ajuster les problèmes de synchronisation entre le son et l'image.
Elle est responsable de la post-production sonore de Chantons sous la pluie.